# Prototipus de casa del Masnou
Prototipus de casa del Masnou és una obra del municipi del Masnou inclosa en l'Inventari del Patrimoni Arquitectònic de Catalunya.

## Descripció
Es tracta de cases de cos que orienten la seva façana mirant cap a la mar, i que es caracteritzen per tenir entrada per dos carrers: una principal a la banda més propera al mar i una altra al carrer del darrere i a la qual s'hi accedeix a través d'unes escales que porten a un terrat (tinguem en compte que quasi sempre existeix un desnivell entre els dos carrers). Per norma general està formada per dos o tres pisos i un terrat, i en un pla longitudinal es pot descriure de la següent manera: cancell d'entrada, ampli passadís i gran sala lateral, escala lateral d'accés als pisos superiors, menjador, cuina, pati o eixida allargada amb un safareig al fons, i escales que porten al terrat i sortida posterior. Es poden observar a les fotografies exemples d'aquest tipus de casa i a una d'elles es pot veure com els carrers estan formats per la part posterior d'unes cases i les façanes d'unes altres.

## Història
La casa de cos típica del Masnou data de la meitat del segle xviii i es va construir fins al primer quart del segle xx. Van ser construïdes especialment durant i després de la gran expansió nàutica o marinera. Aquestes característiques es donen també a altres pobles de la costa del Maresme.